# Callinectes
Callinectes là một chi cua thuộc họ Portunidae.

## Các loài
Chi này gồm 16 loài còn tồn tại, trong đó có cua xanh Đại Tây Dương, C. sapidus:
| Hình ảnh | Tên khoa học                                    | Tên thông dụng                 | Phân bổ                                                                                      |
| -------- | ----------------------------------------------- | ------------------------------ | -------------------------------------------------------------------------------------------- |
|          | Callinectes affinis Fausto, 1980                |                                | Brazil                                                                                       |
|          | Callinectes amnicola (Rochebrune, 1883)         |                                | Cape Verde Islands and Mauritania to Angola.                                                 |
|          | Callinectes arcuatus Ordway, 1863               |                                | Pacific coast of Central America.                                                            |
|          | Callinectes bellicosus Stimpson, 1859           |                                | Mexico                                                                                       |
|          | Callinectes bocourti A. Milne-Edwards, 1879     |                                | Jamaica and Belize south to Brazil                                                           |
|          | Callinectes danae Smith, 1869                   |                                | Brazil and the West Indies.                                                                  |
|          | Callinectes exasperatus (Gerstaecker, 1856)     | rugose swimming crab           | western Atlantic Ocean.                                                                      |
|          | Callinectes gladiator Benedict, 1893            |                                | Mauritania to Angola.                                                                        |
|          | Callinectes marginatus (A. Milne-Edwards, 1861) |                                | the Cape Verde Islands and Nouadhibou, Mauritania to Angola.                                 |
|          | Callinectes ornatus Ordway, 1863                |                                | western Atlantic Ocean, as well the Caribbean coastlines.                                    |
|          | Callinectes pallidus (Rochebrune, 1883)         |                                | Mauritania to Angola.                                                                        |
|          | Callinectes rathbunae Contreras, 1930           |                                | warm coastal waters of Mexico.                                                               |
|          | Callinectes sapidus Rathbun, 1896               | Chesapeake blue crab           | western Atlantic Ocean and the Gulf of Mexico                                                |
|          | Callinectes similis Williams, 1966              | lesser blue crab or dwarf crab | Western Atlantic Ocean, Caribbean Sea and Gulf of Mexico from the United States to Colombia. |
|          | Callinectes toxotes Ordway, 1863                |                                | Eastern Pacific                                                                              |